# Tor di Quinto

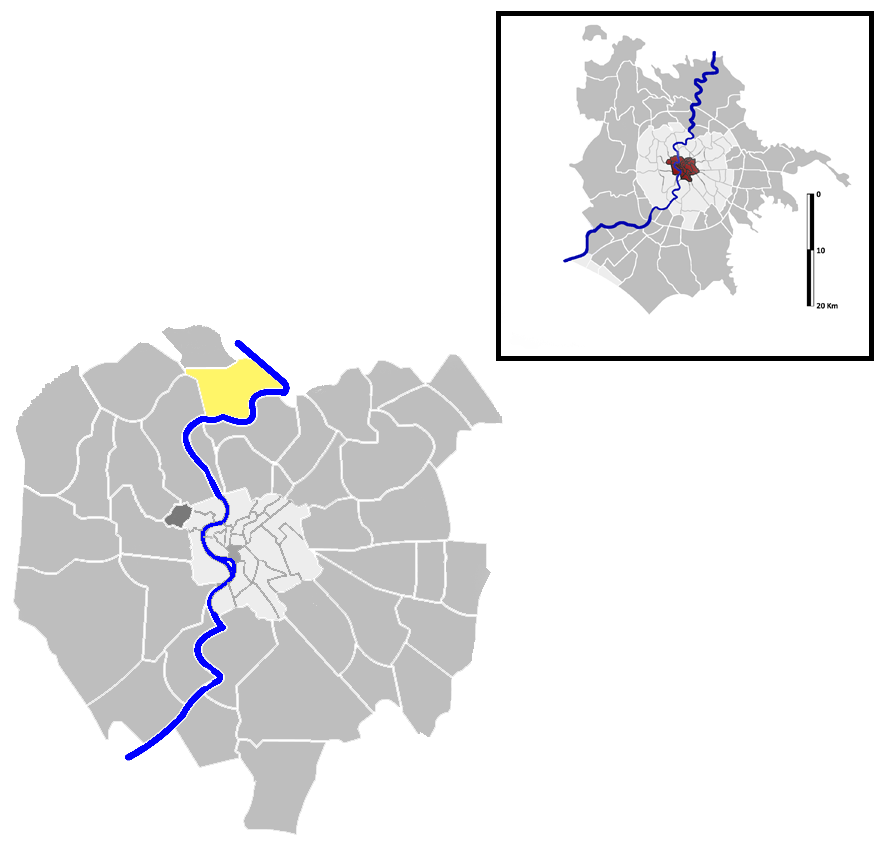
Localisation de Tor di Quinto sur la carte administrative de Rome.

Tor di Quinto est un quartier situé au nord de Rome en Italie. Il est désigné dans la nomenclature administrative par Q.XVIII et fait partie du Municipio XV. Sa population était de 22 290 habitants au 31 décembre 2006, répartis sur une superficie de 4,887 0 km2.
Il forme également une « zone urbanistique » désigné par le code 20.a, qui compte en 2010 : 13 390 habitants.

## Lieux particuliers
- Église San Gaetano